# Требош
Требош (мкд. Требош) је насеље у Северној Македонији, у северном делу државе. Требош припада општине Желино.

## Географија
Насеље Требош је смештено у северном делу Северне Македоније. Од најближег већег града, Тетова, насеље је удаљено 8 km источно.
Требош се налази у доњем делу историјске области Полог. Насеље је положено на северном делу Полошког поља. Око самог насеља пружа се поље, а источно се издиже планина Жеден. Вардар протиче источним ободом насеља. Надморска висина насеља је приближно 420 метара.
Клима у насељу је умерено континентална. 

## Становништво
Требош је према последњем попису из 2002. године имао 2.388 становника.
Претежно становништво у насељу су Албанци (99%).
Већинска вероисповест је ислам.